# گری پیتون
گری پیتون (انگلیسی: Gary Payton؛ زاده ۲۳ ژوئیهٔ ۱۹۶۸) یک بازیکن بسکتبال اهل ایالات متحده آمریکا است.